# Дотаризин
Дотаризин — лекарство, используемое для профилактики приступов мигрени. Он является блокатором кальциевых каналов. Он также является антагонистом 5HT2A-рецепторов, и — в меньшей степени — 5HT1A и 5HT2C рецепторов. Его антимигренозные свойства связывают с его действием в качестве вазодилататора. Он также имеет некоторые анксиолитические свойства и уменьшает амнезию, вызываемую ЭСТ у экспериментальных животных.